# Lolomboli (Lotu)
Lolomboli is een bestuurslaag in het regentschap Nias Utara van de provincie Noord-Sumatra, Indonesië. Lolomboli telt 737 inwoners (volkstelling 2010).